# 费歇尔-赫普重排反应
费歇尔-赫普重排反应（Fischer–Hepp rearrangement）
芳基亚硝胺与盐酸或氢溴酸的醇溶液共热时，亚硝基移到苯环的对位，得到对亚硝基芳香二级胺。
此反应最早由德国化学家 Otto Philipp Fischer 和 Eduard Hepp (1851－1917)  在1886年报道。
这个反应有一定的重要性，因为对亚硝基芳香二级胺不能直接由芳香二级胺的C-亚硝基化反应来制备。
反应的历程是首先N-质子化的亚硝胺分出亚硝酰离子（NO+），然后它再进攻苯环的对位，得到产物。